# Lytvynův blok
Lytvynův blok, dříve Lytvynův lidový blok, (ukrajinsky Блок Литвина, dříve Народний блок Литвина) je středová politická strana na Ukrajině. Jejím předsedou je Volodymyr Lytvyn.

## Parlamentní volby

### 2006
V roce 2006 kandidoval blok do ukrajinských parlamentních voleb pod názvem Lytvynův lidový blok. Jednalo se o politickou koalici sestávající ze stran: Lidová strana (Народна Партія), Strana spravedlnosti (Партія Справедливість) a Ukrajinská demokratická strana venkovanů (Українська селянська демократична партія).
Ve volbách 26. března 2006 získala strana 2,44 % hlasů, a tedy žádné křeslo v parlamentu, což bylo ovšem překvapením voleb.

### 2007

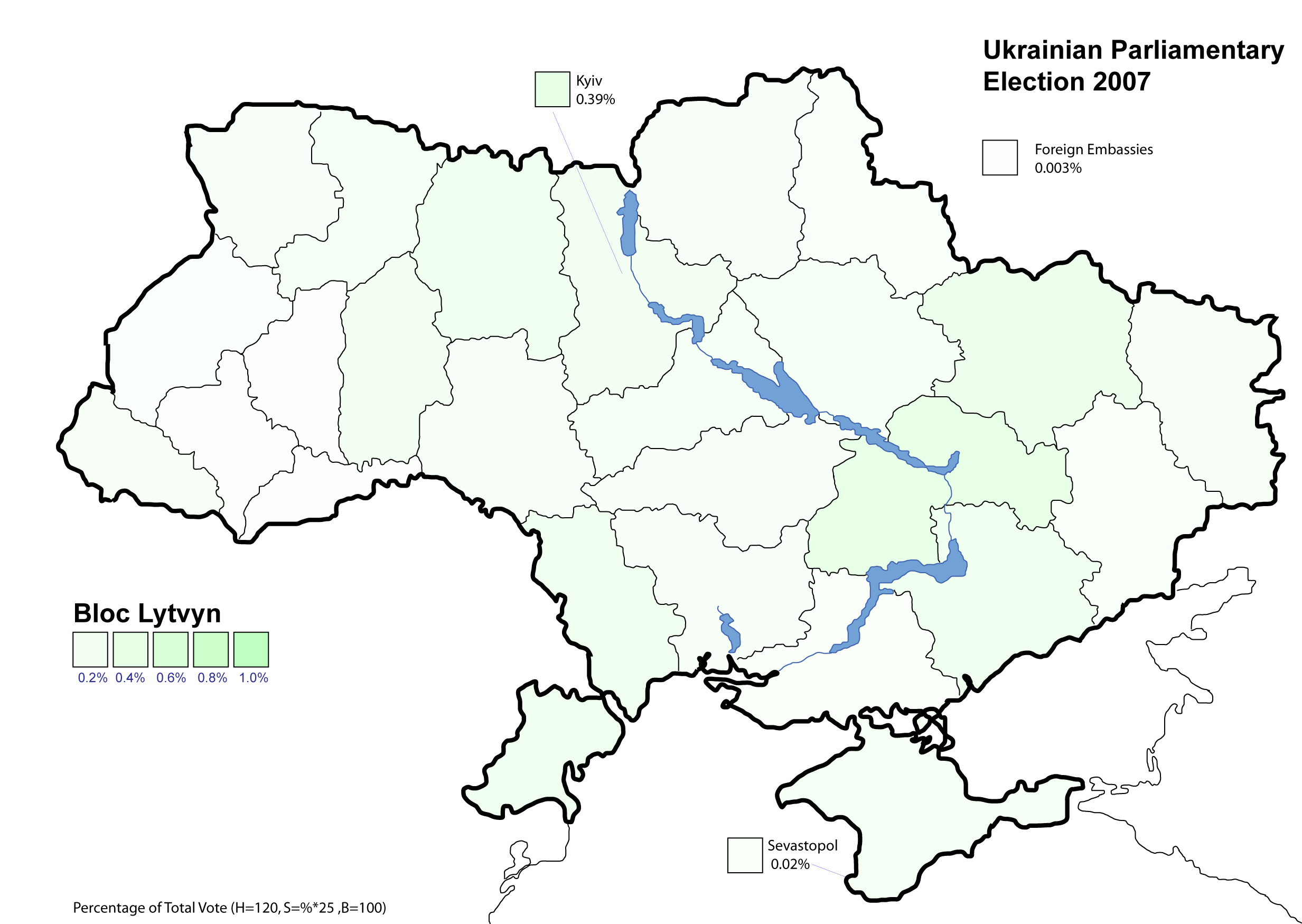
Mapa zobrazující volební výsledky Lytvynova Bloku ve volbách v roce 2007 (zobrazeno v procentech z celkového počtu hlasů).

Do parlamentních voleb, konaných 30. září 2007, kandidoval blok jako koalice stran Lidová strana (Народна Партія) a Ukrajinská strana práce (Трудова партія України).
Blok získal 4 % hlasů a umístil se na pátém místě (za čtvrtou Komunistickou stranou Ukrajiny a za blokem Naše Ukrajina — Národní sebeobrana. Ze 450 křesel tedy získal 20.